# Cataratas de Jurong
Cataratas de Jurong es la cascada artificial continua más alta en el mundo, con 30 metros (100 pies) de altura. Las cataratas se encuentran dentro del aviario y Cascada de libre acceso en el Parque de Aves Jurong, en el país asiático de Singapur.
El agua cae en la parte superior de un acantilado a una tasa de 140 litros por segundo. El agua recircula a través de un serpenteante arroyo, que cae en cascada sobre una serie de niveles, creando un ambiente ideal para las aves acuáticas, peces, plantas y otras formas de vida en el aviario.
Diseñado con un paisaje de selva tropical, el aviario y cascada tienen unos 20.000 metros cuadrados.